# Серые акулы (род)
Се́рые аку́лы, или настоящие серые акулы (лат. Carcharhinus) — род хищных рыб из семейства серых акул (Carcharhinidae).

## Виды
- Carcharhinus acronotus (Poey, 1860) — Черноносая серая акула
- Carcharhinus albimarginatus (Rüppell, 1837) — Белопёрая серая акула
- Carcharhinus altimus (S. Springer, 1950) — Большеносая акула
- Carcharhinus amblyrhynchoides (Whitley, 1934)
- Carcharhinus amblyrhynchos (Bleeker, 1856) — Темнопёрая серая акула
- Carcharhinus amboinensis (Müller & Henle, 1839) — Свиноглазая серая акула
- Carcharhinus borneensis (Bleeker, 1858) — Борнеоская серая акула
- Carcharhinus brachyurus (Günther, 1870) — Узкозубая акула
- Carcharhinus brevipinna (Müller & Henle, 1839) — Короткопёрая серая акула
- Carcharhinus cautus
- Carcharhinus cerdale Gilbert, 1898
- Carcharhinus coatesi (Whitley, 1939)
- Carcharhinus dussumieri (Müller & Henle, 1839) — Коромандельская акула
- Carcharhinus falciformis (Müller & Henle, 1839) — Шёлковая акула
- Carcharhinus fitzroyensis (Whitley, 1943)
- Carcharhinus galapagensis (Snodgrass & Heller, 1905) — Галапагосская акула
- Carcharhinus hemiodon (Müller & Henle, 1839) — Индокитайская ночная акула
- Carcharhinus isodon (Müller & Henle, 1839) — Равнозубая серая акула
- Carcharhinus leiodon Garrick, 1985
- Carcharhinus leucas (Müller & Henle, 1839) — Тупорылая акула
- Carcharhinus limbatus (Müller & Henle, 1839) — Чернопёрая акула
- Carcharhinus longimanus (Poey, 1876) — Длиннокрылая акула
- Carcharhinus macloti (Müller & Henle, 1839) — Индийская ночная акула
- Carcharhinus macrops J. X. Liu, 1983
- Carcharhinus melanopterus (Quoy & Gaimard, 1824) — Мальгашская ночная акула
- Carcharhinus obscurus (Lesueur, 1818) — Тёмная акула
- Carcharhinus perezii (Poey, 1876)
- Carcharhinus plumbeus (Nardo, 1827) — Серо-голубая акула
- Carcharhinus porosus (Ranzani, 1839)
- Carcharhinus sealei (Pietschmann, 1913) — Серая акула Сейла
- Carcharhinus signatus (Poey, 1868) — Кубинская ночная акула
- Carcharhinus sorrah (Müller & Henle, 1839) — Серо-бурая акула
- Carcharhinus tilstoni (Whitley, 1943)
- Carcharhinus tjutjot (Bleeker, 1852)